# Dicliptera tinctoria
Dicliptera tinctoria es una especie de planta floral del género Dicliptera, familia Acanthaceae.
Es nativa de Assam, Sri Lanka, Camboya, Java, Centro-sur de China, Sudeste de China, Hainan, Laos, Malasia, Filipinas, Taiwán, Tailandia y Vietnam. Especie introducida en Isla de Navidad.

## Descripción
Es una planta herbácea perennifolia que alcanza los 50–100 cm de altura. Las hojas son lanceoladas a ovoides, y agudas, de 2-7.5 cm de largo y 1-3.5 cm de ancho. Las flores tienen  dos lóbulos, y son de hasta 5 cm de largo, de color magenta y rojo-violeta.

## Usos

### Uso culinario

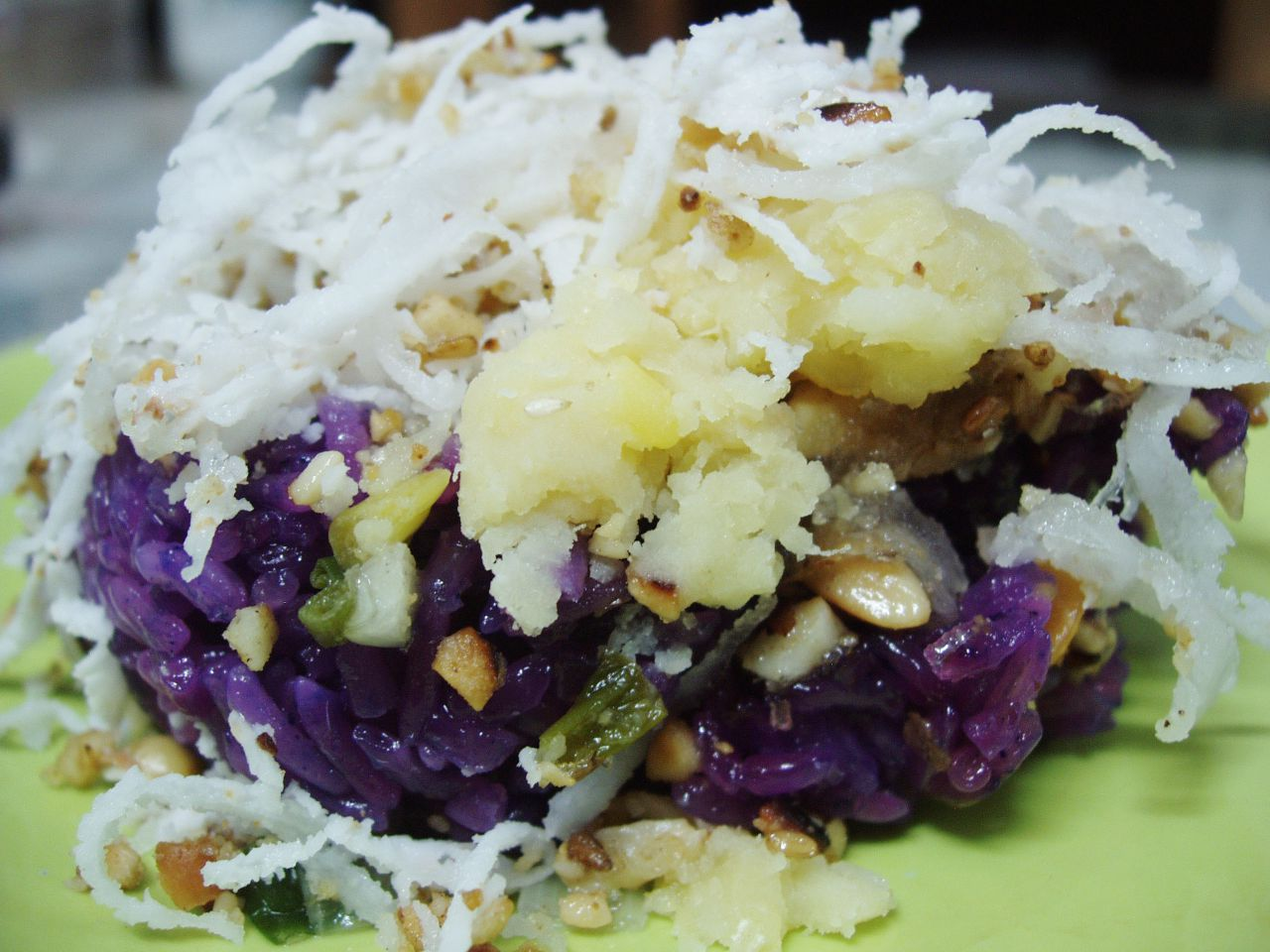
Xôi lá cẩm

Un extracto de sus hojas da un tono magenta a algunos alimentos vietnamitas, particularmente en un pastel llamado bánh da lợn y en platos de arroz glutinoso, un postre dulce llamado Xôi lá cẩm.

### Uso medicinal
La planta es usada en la medicina tradicional china.

## Taxonomía
Peristrophe bivalvis fue descrita por (L.) Merr. y publicado en Journal of Botany, British and Foreign 66: 141. 1928.
Sinonimia
- Hypoestes bodinieri H. Lév.
- Justicia bivalvis L.
- Justicia roxburghiana Roem. & Schult.
- Justicia tinctoria Roxb.
- Peristrophe bivalvis (L.) Merr.[8]
- Peristrophe roxburghiana (Roem. & Schult.) Bremek.
- Peristrophe tinctoria (Roxb.) Nees[9]